# Municipio de Shiloh Valley
El municipio de Shiloh Valley (en inglés: Shiloh Valley Township) es un municipio ubicado en el condado de St. Clair en el estado estadounidense de Illinois. En el año 2010 tenía una población de 11631 habitantes y una densidad poblacional de 140,81 personas por km².

## Geografía
El municipio de Shiloh Valley se encuentra ubicado en las coordenadas 38°31′44″N 89°52′25″O / 38.52889, -89.87361. Según la Oficina del Censo de los Estados Unidos, el municipio tiene una superficie total de 82.6 km², de la cual 82.06 km² corresponden a tierra firme y (0.66%) 0.55 km² es agua.

## Demografía
Según el censo de 2010, había 11631 personas residiendo en el municipio de Shiloh Valley. La densidad de población era de 140,81 hab./km². De los 11631 habitantes, el municipio de Shiloh Valley estaba compuesto por el 78.5% blancos, el 12.71% eran afroamericanos, el 0.21% eran amerindios, el 2.83% eran asiáticos, el 0.24% eran isleños del Pacífico, el 1.31% eran de otras razas y el 4.21% pertenecían a dos o más razas. Del total de la población el 5.74% eran hispanos o latinos de cualquier raza.